# Třída Oaxaca
Třída Oaxaca je třída malých oceánských hlídkových lodí mexického námořnictva. Třídu tvoří celkem osm jednotek. Ve službě jsou od roku 2003.

## Stavba
Celkem bylo objednáno osm jednotek této třídy. Plavidla staví mexické loděnice Salina Cruz Naval SY v Salina Cruz a Tampico Naval SY v Tamanlipas.
Jednotky třídy Oaxaca:
| Jméno                   | Spuštěna           | Vstup do služby    | Poznámka |
| ----------------------- | ------------------ | ------------------ | -------- |
| Oaxaca (P 161)          | 11. dubna 2003     | 1. května 2003     | aktivní  |
| Baja California (P 162) | 21. května 2003    | 1. srpna 2003      | aktivní  |
| Independencia (P 163)   | 23. července 2009  | 1. června 2010     | aktivní  |
| Revolución (P 164)      | 23. listopadu 2009 | 23. listopadu 2010 | aktivní  |
| Chiapas (P 165)         | 18. listopadu 2015 | 23. listopadu 2016 | aktivní  |
| Hidalgo (P 166)         | 9. srpna 2016      | 23. listopadu 2017 | aktivní  |
| Jalisco (P 167)         | 2. července 2018   | 23. listopadu 2018 | aktivní  |
| Tabasco (P 168)         | 20. července 2019  | 1. června 2021     | aktivní  |

## Konstrukce

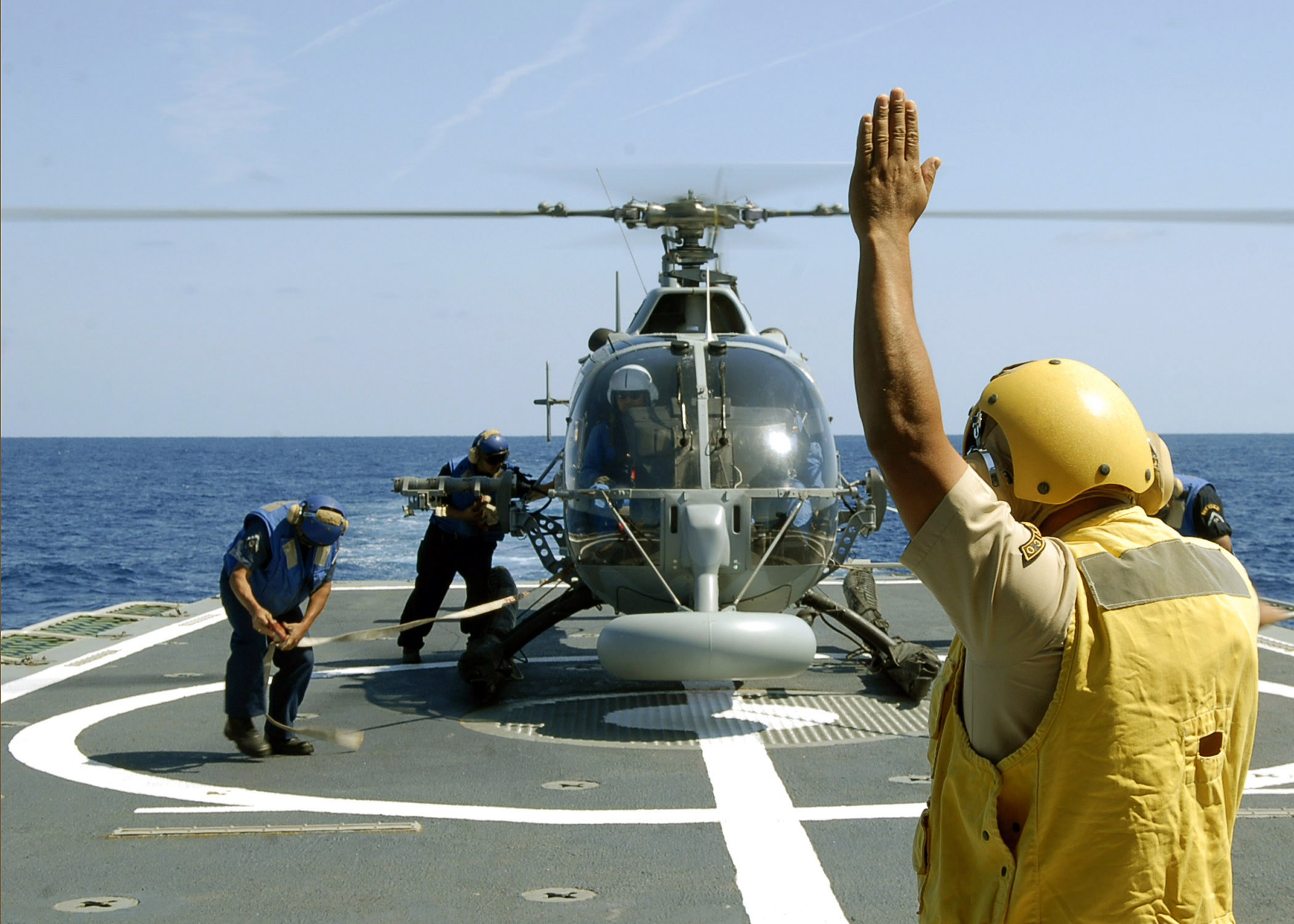
Vrtulník MBB Bo 105 na palubě hlídkové lodě Oaxaca

Výzbroj tvoří jeden 76mm kanón OTO Melara Super Compact a jeden 25mm kanón. Na zádi se nachází přistávací plocha pro vrtulník. Pohonný systém tvoří dva diesely Caterpillar 3916 o celkovém výkonu 18 000 bhp. Lodní šrouby jsou dva. Nejvyšší rychlost dosahuje 20 uzlů. Cestovní rychlost je 16 uzlů.